# Aurrekoetxea
Aurrekoetxea es una entidad de población española del municipio de Lauquíniz, perteneciente a la provincia de Vizcaya, en la comunidad autónoma del País Vasco.

## Toponimia
El lugar puede aparecer referido como «Aurrekoetxea», «Aurrekoetxe» y «Aurrecoechéa».

## Historia
Hacia finales del siglo XIX, el lugar, ya por entonces perteneciente a Lauquíniz, tenía contabilizada una población de alrededor de una decena habitantes. Aparece descrito en el primer volumen del Diccionario geográfico, estadístico, histórico, biográfico, postal, municipal, marítimo y eclesiástico de España y sus posesiones de ultramar de Pablo Riera y Sans con las siguientes palabras:

AURRECOECHÉA.—B. agreg. al ayunt. de Lauquíniz, del que dista 1'3 k. Cuenta sobre unos 10 hab. y 3 edif.—Org. civ. Corresponde á la prov. de Vizcaya, y pertenece al 3.er dist. de su part. jud. para las elecciones de diputados provinciales y al dist. de Guernica para las de Córtes.—Org. mil. C. G. de las Provincias Vascongadas y C. M. de Vizcaya.—Org. ecle. Forma parte de la misma dióc. á que corresponde su municipalidad.—Org. jud. Pertenece este agreg. al part. jud. de Guernica y depende de la aud. territ. de Búrgos.—Org. econ. Se halla sujeto con su ayunt. á la admon. econ. de Bilbao.—S. púb. Recibe y emite su corr. por cn. de Bilbao á Munguía y pt. de Lauquíniz.—Ob. púb. y med. de com. Se aprovecha para sus transportes de los caminos que recorren su tér. municipal.—Art., of. ind. El cortísimo número de sus vec. se emplea en la agricultura.—Pob. Apénas merece el nombre de tal su reducido número de edif., de tosca construccion y pobre apariencia.—Sit. geog. y top. Está fundado en la jurisdiccion municipal del ayunt. á que está agreg., y al ocuparnos de éste trataremos de sus límites y prod.
(Riera y Sans, 1881, pp. 921-922)

En 2022, tenía empadronados 146 habitantes.